# J. League Division 2 2007
La J. League Division 2 2007 fue la novena temporada de la J. League Division 2. Contó con la participación de trece equipos. El torneo comenzó el 3 de marzo y terminó el 1 de diciembre de 2007.
Los nuevos participantes fueron, por un lado, los equipos descendidos de la J. League Division 1: Avispa Fukuoka y Kyoto Purple Sanga (a partir de este torneo conocido oficialmente como Kyoto Sanga), ambos ascendidos a primera división en 2005, junto con Cerezo Osaka, cuya última oportunidad en la J. League Division 2 había sido en 2002. Por otro lado, el campeón de la Japan Football League, Honda F.C., no fue admitido para competir en la segunda categoría debido a que no contaba con la infraestructura para hacerlo.
El campeón fue Consadole Sapporo, por lo que ascendió a Primera División. Por otra parte, salió subcampeón Tokyo Verdy 1969, quien también ganó su derecho a disputar la J. League Division 1. Además, Kyoto Sanga venció en la promoción entre J1 y J2 a Sanfrecce Hiroshima, de manera tal que se transformó en el tercer ascendido a la máxima categoría.

## Ascensos y descensos
| Descendidos de la J. League Division 2 2006 |
| ------------------------------------------- |
| No hubo                                     |

| Ascendidos a la J. League Division 2 2007 |
| ----------------------------------------- |
| No hubo                                   |

| Pos | Ascendidos a la J. League Division 1 2007 |
| --- | ----------------------------------------- |
| 1.º | Yokohama F.C.                             |
| 2.º | Kashiwa Reysol                            |
| 3.º | Vissel Kobe                               |

| Pos  | Descendidos de la J. League Division 1 2006 |
| ---- | ------------------------------------------- |
| 16.º | Avispa Fukuoka                              |
| 17.º | Cerezo Osaka                                |
| 18.º | Kyoto Purple Sanga                          |

## Reglamento de juego
El torneo se disputó en un formato de todos contra todos a doble ida y vuelta, de manera tal que cada equipo debió jugar dos partidos de local y dos de visitante contra sus otros doce contrincantes y quedar libre en cuatro fechas. Una victoria se puntuaba con tres unidades, mientras que el empate valía un punto y la derrota, ninguno.
Para desempatar se utilizaron los siguientes criterios:
1. Puntos
2. Diferencia de goles
3. Goles anotados
4. Resultados entre los equipos en cuestión
5. Desempate o sorteo

Los dos equipos con más puntos al final del campeonato ascenderían a la J. League Division 1 2008. El tercero jugaría una promoción con el 16.º de la tabla de posiciones de la J. League Division 1 2007 en serie de dos partidos, a ida y vuelta. En caso de empate en el marcador global, se jugaría una prórroga sin gol de oro; si aún persistía la igualdad, se ejecutaría una tanda de penales.

## Tabla de posiciones
| Pos. | Equipo                | Pts. | PJ | G  | E  | P  | GF | GC | Dif. | Ascenso                               |
| ---- | --------------------- | ---- | -- | -- | -- | -- | -- | -- | ---- | ------------------------------------- |
| 1    | Consadole Sapporo (C) | 91   | 48 | 27 | 10 | 11 | 66 | 45 | +21  | Ascendido a J. League Division 1 2008 |
| 2    | Tokyo Verdy 1969      | 89   | 48 | 26 | 11 | 11 | 90 | 57 | +33  | Ascendido a J. League Division 1 2008 |
| 3    | Kyoto Sanga           | 86   | 48 | 24 | 14 | 10 | 80 | 59 | +21  | Promoción J1/J2                       |
| 4    | Vegalta Sendai        | 83   | 48 | 24 | 11 | 13 | 72 | 54 | +18  |                                       |
| 5    | Cerezo Osaka          | 80   | 48 | 24 | 8  | 16 | 72 | 55 | +17  |                                       |
| 6    | Shonan Bellmare       | 77   | 48 | 23 | 8  | 17 | 72 | 55 | +17  |                                       |
| 7    | Avispa Fukuoka        | 73   | 48 | 22 | 7  | 19 | 77 | 61 | +16  |                                       |
| 8    | Sagan Tosu            | 72   | 48 | 21 | 9  | 18 | 63 | 66 | −3   |                                       |
| 9    | Montedio Yamagata     | 58   | 48 | 15 | 13 | 20 | 46 | 56 | −10  |                                       |
| 10   | Ehime F.C.            | 45   | 48 | 12 | 9  | 27 | 39 | 66 | −27  |                                       |
| 11   | Thespa Kusatsu        | 42   | 48 | 7  | 21 | 20 | 42 | 71 | −29  |                                       |
| 12   | Mito HollyHock        | 34   | 48 | 8  | 10 | 30 | 32 | 70 | −38  |                                       |
| 13   | Tokushima Vortis      | 33   | 48 | 6  | 15 | 27 | 31 | 67 | −36  |                                       |

 Fuente: J. League Data Site: 2007 J.LEAGUE Division 2 League table
Criterios de clasificación: 1) puntos; 2) diferencia de goles; 3) número de goles marcados; 4) resultados entre los equipos en cuestión.

## Promoción J1/J2
| 5 de diciembre de 2007, 19:06 (UTC+9) | Kyoto Sanga     | 2:1 (2:0) | Sanfrecce Hiroshima | Estadio Nishikyogoku, Kioto                                 |                                                             |
|                                       | Tahara 28', 39' | Reporte   | Hirashige 88'       | Asistencia: 12.637 espectadores Árbitro(s): Masayoshi Okada | Asistencia: 12.637 espectadores Árbitro(s): Masayoshi Okada |

| 8 de diciembre de 2007, 16:04 (UTC+9) | Sanfrecce Hiroshima | 0:0     | Kyoto Sanga | Estadio del Gran Arco, Hiroshima                             |                                                              |
|                                       |                     | Reporte |             | Asistencia: 23.162 espectadores Árbitro(s): Yūichi Nishimura | Asistencia: 23.162 espectadores Árbitro(s): Yūichi Nishimura |

Kyoto Sanga ganó por 2 a 1 en el marcador global y ascendió a la J. League Division 1 para la temporada 2008, al mismo tiempo que Sanfrecce Hiroshima descendió a la J. League Division 2.

## Campeón
|                                      |
|                                      |
| Campeón Consadole Sapporo 2.º título |